# エア・カナダ624便着陸失敗事故
エア・カナダ624便着陸失敗事故（エア・カナダ624びんちゃくりくしっぱいじこ）は、 2015年3月29日0時30分（大西洋夏時間）にトロント発ハリファックス行きのエア・カナダの定期便がハリファックス国際空港での着陸に失敗し、大破した航空事故である。

## 事故
エア・カナダ624便はトロント・ピアソン国際空港からハリファックス・ロバート・L・スタンフィールド国際空港（ハリファックス国際空港）へ向かう同社の定期便である。事故当日はエアバスA320（機体記号:C-FTJP）で運航され、133名の乗客と5名の乗務員が搭乗していた。
大雪と視界不良の中をハリファックス国際空港へ着陸する際に、滑走路05の335メートル (1,099 ft)手前で地面に衝突した。その際に機体の降着装置（車輪）が地上のアンテナに衝突したことで機体から分離し、更に機体は空港へ電力を供給する送電線にも接触した。その後、機体は盛土となっている滑走路の高さまで再度上昇し、滑走路05に胴体着陸した。
アンテナへの衝突で降着装置を失い、胴体着陸をしたため機体は大きな損傷を受けた。胴体着陸時の衝撃で左側のエンジンが外れ、右側のエンジンや主翼、水平尾翼も破損した。また、23名の乗客とパイロットの2名も病院に搬送されたが、いずれも命に別条はなかった。そのうち1名を除いて全員が当日に退院した。。
624便が送電線に接触したことにより、空港は約90分にわたって停電したが、電力は2時12分（大西洋夏時間）に復旧した。
2015年4月2日、エア・カナダは搭乗していた乗客全員に5,000カナダドルを支払った。また、この事故に関するクラスアクション（複雑訴訟形態）の訴状が提出された。

## 機体
事故当該機はエアバスA320-211（機体記号:C-FTJP、製造番号:214、エンジン:CFM56-5A1）で1991年7月に初飛行を実施し、同年10月にGEキャピタル・アビエーション・サービスからエア・カナダにリース機として引き渡されたものである。この事故による破損が大きく、修復不能とされたため、退役となった。

## 調査
事故を受け、カナダ運輸安全委員会（TSB）が調査を開始した。
事故機の製造国がフランスであるため、フランス航空事故調査局 (BEA)も調査に参加し、BEAの調査官2名とエアバス社の技術アドバイザー2名がカナダに派遣された。

## 類似の事故
この事故のわずか3週間後にアシアナ航空162便着陸失敗事故が発生した。162便も使用機材はA320で、事故原因として視界不良が疑われ、さらに、不時着時に広島空港の機材（ILSアンテナ）を破損させ、空港の運営に影響を与える事態になった。事故機は624便と同様に大破したため、事故から3ヵ月後に解体処分となった。ただし、162便でも幸運なことに死者を出さずに済んでいる。